# レッテンバッハ (エアランゲン＝ヘーヒシュタット郡)
レッテンバッハ (ドイツ語: Röttenbach) は、ドイツ連邦共和国バイエルン州ミッテルフランケンのエアランゲン＝ヘーヒシュタット郡に属す町村（以下、本項では便宜上「町」と記述する）。
この町は、エアランゲンへの通勤者のための住宅地となっている。

## 地理

### 自治体の構成
この町は、公式にはレッテンバッハ集落単独で構成されている。

### 近隣市町村
レッテンバッハの近隣市町村には、アーデルスドルフ、ヘロルツバッハ、ハウゼン (フォルヒハイム郡)、バイアースドルフ、メーレンドルフ、エアランゲンおよびヘムホーフェンがある。

## 歴史
紀元1000年頃に、入植者達が、このシュタイガーヴァルトに連なる森に覆われた丘陵地に土地を求めてやってきた。彼らは小川 (Bach) のほとりの森を開墾(roden)した場所に住み、この地は、RodenbachからRöttenbachと名付けられ、土地台帳に記録された。水を通さない赤色粘土の地層に広がる湿地帯となっているこの付近は、やせた土地であった。何世紀にもわたって開墾が行われ、たくさんの養殖池の連なりからなる湿地を作り上げた。池はまるで真珠のように連なって森を分断し、北から、東から西からレッテンバッハを取り囲み、その一部が集落を貫いている。
13世紀にはポンマースフェルデンのトルフゼス家から別れた家門が、レッテンバッハに居を構え、レッテンバッハの創設者となって、自らレッテンバッハのトルフゼス家を名乗った。売却記録から、この農園や財産が分割され、幾度もその所有者が入れ替わったことが分かる。1322年に一部はミヒャエルスベルク修道院の修道院長のものとなり、1329年に別の部分がニュルンベルク城の代官のものとなった。1476年、バンベルクの修道院は、その農園をレッテンバッハのクリストフ・トルフゼスに売却している。
その後、騎士領となったこの村の主要部について、ペーターという人物とトルフゼス家の代官に対するバンベルクのレーエンになったことが1433年に初めて記録されている。現在のザウアー・ビール醸造所とその周辺に、水堀を巡らした城館が建設された。しかし、1525年のドイツ農民戦争の際に蜂起した農民達によって、この城は焼失してしまった。その後、砂岩によって新しく建設された居館は現在まで保存されており、1591年の砂岩に彫られた紋章が、ビール醸造所の南壁に掲げられている。1610年にトルフゼス家は、この土地を姻戚関係にあるパッペンハイム元帥への借財の担保とした。1710年にこの地はバンベルク司教領に組み込まれた。財産と住民の一部は、帝国自由都市ニュルンベルクやモーレンフェルス男爵ヴィンクラーの下に置かれた。ナポレオンの時代、1803年にレッテンバッハはプロイセン王国に編入されたが、1810年に全フランケン地方一帯がバイエルン王国領となった。

## 行政
レッテンバッハの町議会は、16議席で、これに首長が加わる。

### 紋章
図柄: 基部から上へ長く延びた青い三角図形の中に金のコイ。上部は三角図形の延びた尾で左右に二分割され向かって左は、銀地に赤いマウリティウス十字。向かって右は銀地に2本の赤い横帯、紋章の盾型の輪郭線から金の爪と舌を持ち金の王冠をかぶった青い獅子。

## 風俗

### レッテンバッハの歌
Röttenbach, Du liegst im schönen Frankenland 

Alle Welt ist von Deinem Reiz gebannt 

Dichte Wälder rahmen Deine Weiherketten ein 

Hier kann jeder leben und zufrieden sein 
（レッテンバッハよ、おまえは麗しのフランケンにある。

おまえの魅力に世界が魅了される。 

濃密な森がおまえの池の連なりを縁取る。 

ここではなにもかもが活き活きと満ち足りている。）

## 引用
1. ↑  https://www.statistikdaten.bayern.de/genesis/online?operation=result&code=12411-003r&leerzeilen=false&language=de Genesis-Online-Datenbank des Bayerischen Landesamtes für Statistik Tabelle 12411-003r Fortschreibung des Bevölkerungsstandes: Gemeinden, Stichtag (Einwohnerzahlen auf Grundlage des Zensus 2011)
2. ↑  Bayerische Landesbibliothek Online